# Landkreis Germersheim
Landkreis Germersheim är ett distrikt (Landkreis) i södra delen av det tyska förbundslandet Rheinland-Pfalz.
1. ↑  GeoNames, 2005, Geonames-ID: 3247907, läs online och läs online.[källa från Wikidata]